# Distretto di Tasqala
Il distretto di Tasqala (in kazako: Тасқала ауданы) è un distretto (audan) del Kazakistan con  capoluogo Kamenka.